# スイスの世界遺産
スイスの世界遺産 (スイスのせかいいさん) はユネスコの世界遺産に登録されているスイス国内の文化・自然遺産の一覧。

## 文化遺産
- ザンクト・ガレン修道院 - （1983年）
- ミュスタイアのベネディクト会聖ヨハネ修道院 - （1983年）
- ベルン旧市街 - （1983年）
- ベッリンツォーナ旧市街の3つの城と防壁・城壁群 - （2000年）
- ラヴォーのブドウ段々畑 - （2007年）
- レーティッシュ鉄道アルブラ線・ベルニナ線と周辺の景観 - （2008年）
- ラ・ショー＝ド＝フォンとル・ロックル、時計製造業の都市計画 - （2009年）
- アルプス山脈周辺の先史時代の杭上住居群 - （2011年）
- ル・コルビュジエの建築作品-近代建築運動への顕著な貢献- -(2016年)

## 自然遺産
- ユングフラウ、アレッチ、ビーチホルン地域 - （2001年、2007年拡大）
  - ユングフラウ
  - アレッチホルン
  - ビーチホルン
  - メンヒ
  - アイガー
- サン・ジョルジョ山 - （2003年）
- スイスの活発な地殻変動地域サルドナ - (2008年)
- カルパティア山脈とヨーロッパ各地の古代及び原生ブナ林 - （2007年、2011年・2017年・2021年拡大、ほか17カ国と共有）

## 複合遺産
なし